# Ground zero
Ground zero är den engelska benämningen på den punkt på marken där en explosion har skett, oftast med innebörden av en detonerad atombomb, men även andra explosioner och jordbävningsepicentrum. Som svensk översättning har ordet "nollpunkten" använts, möjligen inspirerat av tyska Bodennullpunkt (marknollpunkt).[källa behövs] Jämför även matematikens origo och fysikens absoluta nollpunkten.

## Hiroshima och Nagasaki
Termen "Ground Zero" började användas i samband med Manhattanprojektet. Ground Zero i Hiroshima var Shimasjukhuset. I Nagasaki har ett minnesmärke rests på atombombens ground zero.

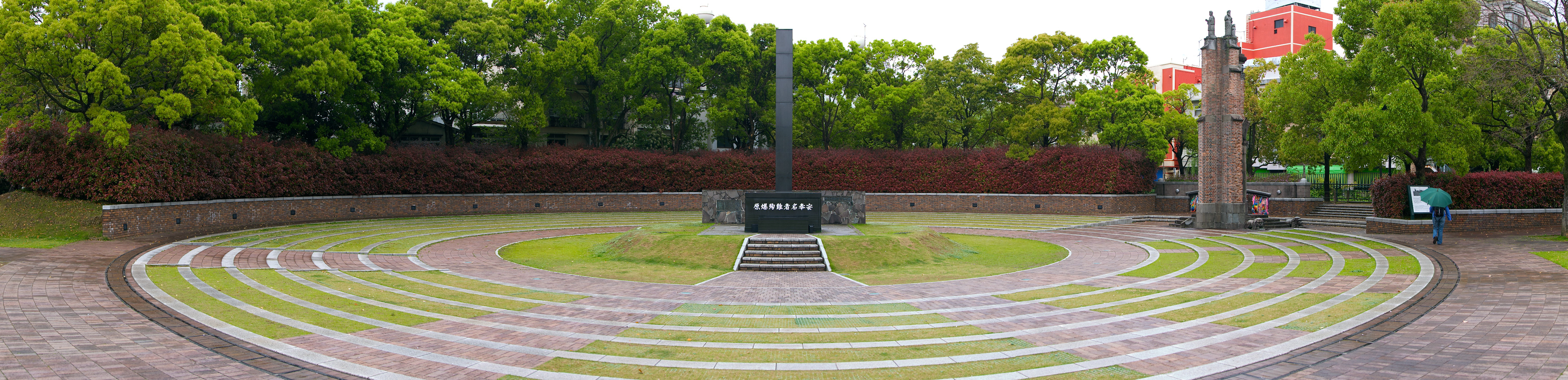
Monument i Nagasaki som markerar nedslagspunkten för USA:s atombomb 1945, explosionens "ground zero".

## New York

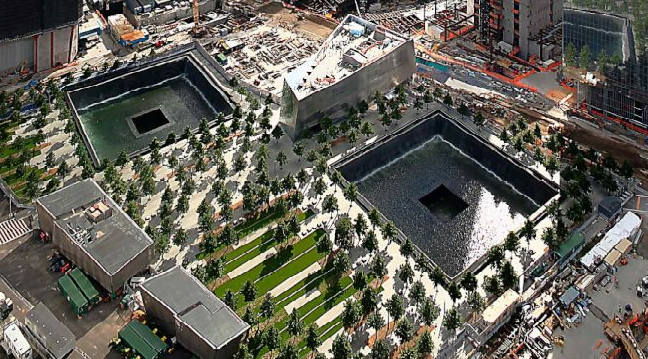
Ground zero i New York 2012. De kvadratiska dammarna är minnesmärkena av de raserade World Trade Center-tvillingtornen.

Efter terrorattackerna den 11 september 2001 blev "Ground Zero" (utan översättning) en vardaglig benämning på det område från vilket resterna av det raserade World Trade Center röjdes bort. Det kallades så en tid även efter att uppröjningsarbetet var slutfört, men i och med byggandet av Nya World Trade Center har området återigen officiellt att börja kallas för World Trade Center.
Tre byggnader (7-, 4- och 1 World Trade Center) blev 2006, 2013 respektive 2014 helt färdigbyggda och ett ytterligare antal är på gång, bland annat 3 World Trade Center som troligtvis är färdigt under slutet av 2017. Hela Nya World Trade Center beräknas vara färdigt under början av 2020-talet.